# E120 (trasa europejska)
E120 – byłe oznaczenie drogi międzynarodowej w Europie w latach 1968–1983, przebiegającej okrężnie w północnej części Szkocji.
Droga E120 miała ustalony przebieg Perth – Dundee – Forfar – Aberdeen – Inverness – Perth.
Oznaczenie to obowiązywało do początku lat 80., kiedy wprowadzono nowy system numeracji tras europejskich. Od tamtej pory numer E120 pozostaje nieużywany.

## Historyczny przebieg E120
Lista dróg opracowana na podstawie materiału źródłowego
| Wielka Brytania | - droga nr 85: Perth – Dundee - droga nr 92: Dundee – Arbroath – Stonehaven – Aberdeen - droga nr 96: Aberdeen – Elgin – Nairn – Inverness - droga nr 9: Inverness – Perth |